# Bagdadska željeznica
Bagdadska željeznica (turski: Bağdat Demiryolu, njemački: Bagdadbahn, francuski: Chemin de Fer Impérial Ottoman de Baghdad) 1600 km duga željeznička pruga u Osmanskom Carstvu, građena u razdoblju od 1903. do 1940., koja je spajala Konyu (danas u Turskoj) i Bagdad (danas u Iraku). 
Pruga je građena radi spajanja Berlina s Bagdadom, koji je tada bio u sastavu Osmanskog Carstva. Osnovu za financiranje projektiranje i izgradnju uglavnom je pružilo Njemačko Carstvo, odnosno njihove banke i poduzeća. Prvo je 1890. izgrađena željeznica kroz Anatoliju (Anatolische Eisenbahn) koja povezuje Istanbulu s Ankarom te gradom Konyom. Nijemci su imali cilj povezati ne samo Berlin i Bagdad, nego da se pruga produži do luke Basra u Perzijskom zaljevu, kako bi zaobišli Sueski kanal i Crveno more koje je bilo pod kontrolom Britanaca. Osmansko Carstvo je opet željelo održati svoju kontrolu nad Arabijom i proširiti svoj utjecaj preko Crvenog mora u tada britanski Egipat. Nijemci su stekli pristup i vlasništvo nad bogatim naftnim poljima u Iraku, te bi s linijom do luke Basre stekli bolji pristup istočnim dijelovima njemačkog kolonijalnog carstva zaobilazeći Sueski kanal.
Bagdadska željeznica postaje izvor međunarodnih sporova i sukoba u godinama neposredno prije izbijanja Prvog svjetskog rata, tako da neki povjesničari tvrde da je upravo ona bila jedan od glavnih uzroka za izbijanje rata. 
Tehničke poteškoće kod izgradnje u udaljenim Taurus planinama prouzrokovale su kašnjenja u izgradnji te je 1915. godine ostalo za izgraditi još 480 km pruge, što je ozbiljno ograničavalo uporabnu vrijednost željeznice za vrijeme rata u kojem Bagdad bio okupiran od strane britanske vojske. Poslovi oko izgradnje nastavljeni su poslije Prvog svjetskog rata. Godine 1919., Versajskim ugovorom otkazuju se sva njemačke prava na Bagdadske željeznice. Turska, Italija, Francuska i Velika Britanijia ostvorile su razne aranžmane koji su im je dali određeni stupanj kontrole nad Bagdadskom željeznicom.
Britanska vojska je završila u jugoistočnom dijelu od Bagdada do Basre novu prugu pa je taj dio bio pod britanskom kontrolom. Francuska dobila određeni stupanj kontrole nad središnjim dijelom pruge kao i kontrolu najstarijeg dijela pruge koje su izgrađen unutar Turske. Godine 1923. pojavljuju se kao koncesionar ove pruge i Sjedinjene Američke Države. 
Godine 1930. uveden je putnički promet cestom kako bi se zaobišao most koji je nedostajao na dijelu linije između Nusaybina i Kirkuka. U različito vrijeme koristile su se usluge Rolls-Royce automobila i Thornycroft autobusa.
Godine 1932. Kraljevina Irak je postala neovisna od Velike Britanije. Te je godine Irak kupio sve pruge na njegovom području od Velike Britanije i počeo graditi neizgrađeni dio linija iz Tel Kotcheka do Baije. Dana 15. srpnja 1940. željeznica je konačno dovršena, a dva dana kasnije "Baghdad Express" je napravio svoje prvi cjelovito putovanje između Istanbula i Bagdada.
Nova pruga normalnog kolosjeka između Bagdada i Basre otvorena je za teretni promet u 1964. Ova pruga normalnog kolosjeka zamijenila je metarski kolosjek izgrađen 1920. i po prvi put povezan je Bospor s Perzijskim zaljevom bez prekida nornalnim kolosijekom. Nažalost zbog napetih političkih odnose između Turske, Sirije i Iraka a i nedavnog rata u Iraku stalni promet ovom prugom je rijedak. Uglavnom se koriste kamioni i druga prijevozna sredstva što smanjuje stratešku i gospodarsku važnost ove nadasve zanimljive željeznice.

## Vanjske poveznice
- (engl.) Povijest bagdadske željeznice na stranicama Turskih željeznica
- (engl.) David Fraser, The short cut to India, the record of a journey along the route of the Baghdad railway, 1909., 512 stranica, Robarts - Sveučilište u Torontu